# Corrado Cavazza
Corrado Cavazza (Bentivoglio, 22 giugno 1913 – Bologna, 26 ottobre 2001) è stato un calciatore italiano, di ruolo attaccante.

## Carriera
Inizia la carriera nel Progresso di Castelmaggiore, poi una stagione a Ferrara per poi passare nel 1932 al Bologna, squadra di Serie A, con cui non scende mai in campo in partite di campionato, segnando invece 9 gol in 15 presenze nella squadra riserve felsinea in Prima Divisione; passa quindi al Siracusa, con cui gioca un campionato in Prima Divisione, la terza serie dell'epoca, segnando 23 reti in 26 presenze. Nella stagione 1934-1935 gioca invece nella Pistoiese, con cui segna 11 gol in 22 presenze nel campionato di Serie B; rimane in squadra anche nella stagione successiva, sempre in Serie B, nella quale segna 8 gol in 24 partite. Nella stagione 1936-1937 è in rosa al Taranto, con cui gioca una partita in Coppa Italia e contribuisce alla promozione in Serie B con 9 gol in 21 presenze nel campionato di Serie C; rimane in rosa al Taranto anche nella stagione 1937-1938, nella quale gioca una partita senza segnare in Coppa Italia e mette a segno 3 reti in 7 presenze nel campionato di Serie B. Dopo la retrocessione in Serie C della squadra pugliese Cavazza viene ceduto prima al Prato e poi al Varese, con cui disputa un campionato in terza serie segnando 11 gol in 20 presenze (11 in 25 presenze se si comprende il girone finale); in seguito dopo aver passato una stagione alla Gallaratese in terza serie torna a vestire la maglia del Prato nella stagione 1941-1942, nella quale segna 8 gol in 20 presenze in Serie B; rimane in rosa con la squadra toscana anche nella stagione successiva, giocata nel campionato di Serie C.
In carriera ha giocato complessivamente 73 partite in Serie B, nelle quali ha segnato 30 gol.

## Palmarès

### Club

#### Competizioni nazionali
- Prima Divisione: 1

SPAL: 1931-1932
- Serie C: 2

Taranto: 1936-1937
Varese: 1939-1940